# 50 Cent: The New Breed
Pour plus de détails, voir Fiche technique et Distribution.
50 Cent: The New Breed est un DVD et un CD du rappeur et acteur américain 50 Cent. Le DVD est composé d'un documentaire, de quelques tournages de clips (Behind the scenes) comme Heat, Wanksta, In Da Club, mais aussi des concerts (Détroit) et des bonus. Il est produit en 2003 par Dr. Dre et Eminem et coproduit par 50 Cent et Sha Money XL. Il est sous-titré en plusieurs langues (anglais, français, allemand, espagnol, portugais).

## Fiche technique
- Titre original : 50 Cent: The New Breed
- Réalisation : Damon Johnson et Don Robinson
  - Philip G. Atwell : clip de "In da Club"
  - Ian Inaba et Stephen Marshall : clip de "Heat"
  - John 'Quig' Quigley : segment "The Detroit Show"
  - Noa Shaw : segment "Behind the Scenes"
  - Jessy Terrero : clip de "Wanksta"
- Montage : John 'Quig' Quigley (segment "The Detroit Show")
- Production : Damon Johnson, Don Robinson, Ian Inaba (segment "Heat"), Neil Maman (segment "The Interview"), Stephen Marshall (segment "Heat")

Producteurs délégués : Dr. Dre, Eminem, 50 Cent (co), Sha Money XL (co)
- Sociétés de production : Interscope Records, Shady Records, Aftermath Entertainment, G-Unit Records, Violator Management, Chrome Bumper Films (segment "Detroit Show"), Guerrilla News Network (segment "Heat")
- Distribution :  Universal Music & Video Distribution
- Genre : Documentaire musical
- Pays d'origine :  États-Unis
- Langue originale : anglais
- Format : couleur et noir et blanc
- Date de sortie[1] :
  - États-Unis : 15 avril 2003 (DVD)

## Distribution (dans leur propre rôle)
| - 50 Cent - La La Anthony - Lloyd Banks - DJ Green Lantern - Sha Money XL - Tony Yayo Segment "Wanksta" - 25 Cent (fils de 50 Cent) - Lil' Maxso Segment "In Da Club" - Xzibit - Dr. Dre - The Game - Eminem Segment "The New Breed" - Guru - Jam Master Jay | Segment "The Detroit Show" - Young Buck - D12 - Kon Artis - Bizarre - Proof (segment "The Detroit Show") - Eminem - Kuniva - Swifty McVay Segment "Behind the Scenes of In Da Club" - Busta Rhymes - Paul Rosenberg - Philip G. Atwell |

## CD bonus
Ce CD contient 3 titres exclusifs : 
1. "True Loyalty" (featuring Lloyd Banks & Tony Yayo) (produit par Red Spyda)
2. "8 Mile Road (G-Unit Remix)" (featuring Lloyd Banks & Tony Yayo) (produit par Eminem, production additionnelle par Luis Resto)
3. "In Da Hood" (featuring Brooklyn) (produit par Dr. Dre & Scott Storch)